# Bandiera del Benin
La bandiera del Benin venne originariamente adottata nel 1959 e sostituita nel 1975. Il 1º agosto 1990, l'attuale disegno è stato reintrodotto, a seguito della rimozione del regime marxista. La bandiera è composta da tre rettangoli di uguali dimensioni. Il primo, posto in verticale sul lato dell'asta, è verde, gli altri due sono disposti in orizzontale, a destra di quello verde, e sono di colore giallo (in alto) e rosso (in basso). I colori sono quelli tradizionali panafricani: il verde simboleggia la speranza, il giallo l'invito a mantenere la forza del paese e il rosso il coraggio degli antenati.

## Bandiere storiche

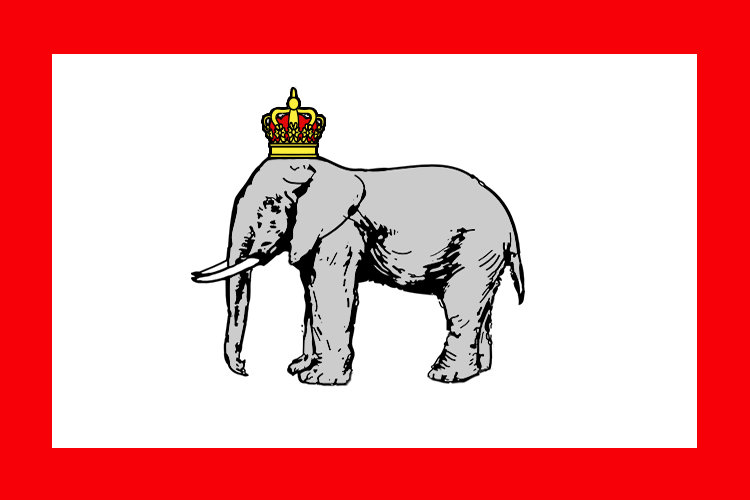
Bandiera del Regno di Dahomey (1625-1893)
Bandiera della Repubblica del Dahomey (1960-1975)
Bandiera della Repubblica Popolare del Benin (1975-1990)